# Narcisse des poètes
Narcissus poeticus
Espèce
Classification APG III (2009)
Statut de conservation UICN

 LC  : Préoccupation mineure
Le Narcisse des poètes (Narcissus poeticus) est une espèce de plantes à fleurs de la famille des Liliacées (ou selon la classification APG III des Amaryllidacées). C'est une plante bulbeuse trouvée en Europe.
Le Narcisse des poètes a des dizaines de noms vernaculaires en français selon les époques ou les régions.

## Description
- Hauteur de la plante : 30 à 60 cm.
- Fleur : 4 à 5 cm.
- Floraison : avril à juin.

## Répartition
La plante est surtout présente en Europe alpine (Suisse, Autriche, sud-est de la France, nord de l'Italie) ainsi que dans les Balkans et les Carpates, mais de façon plus discontinue.
En France, on trouve le Narcisse des poètes surtout dans les Alpes, le Massif central et le Jura. Il peut être abondant localement dans chacun de ces massifs.

## Habitats
Prairies humides de montagne jusqu'à 2 300 m.

## Usages
Le narcisse est connu depuis l’Antiquité pour un usage médicinal. Pline l'Ancien le décrivait cependant comme une plante qui alourdissait l‘esprit et rendait idiot.
Le narcisse des poètes est utilisé en parfumerie. Il est en particulier ramassé pour cet usage à l'aide de râteaux spécifiques sur le plateau de l'Aubrac dans le Massif central ou encore dans le Jura. Transformé sur place en usine en une matière première brute (concrète), il est ensuite envoyé dans les parfumeries de Grasse où il sert de base à de nombreux parfums.

## Galerie

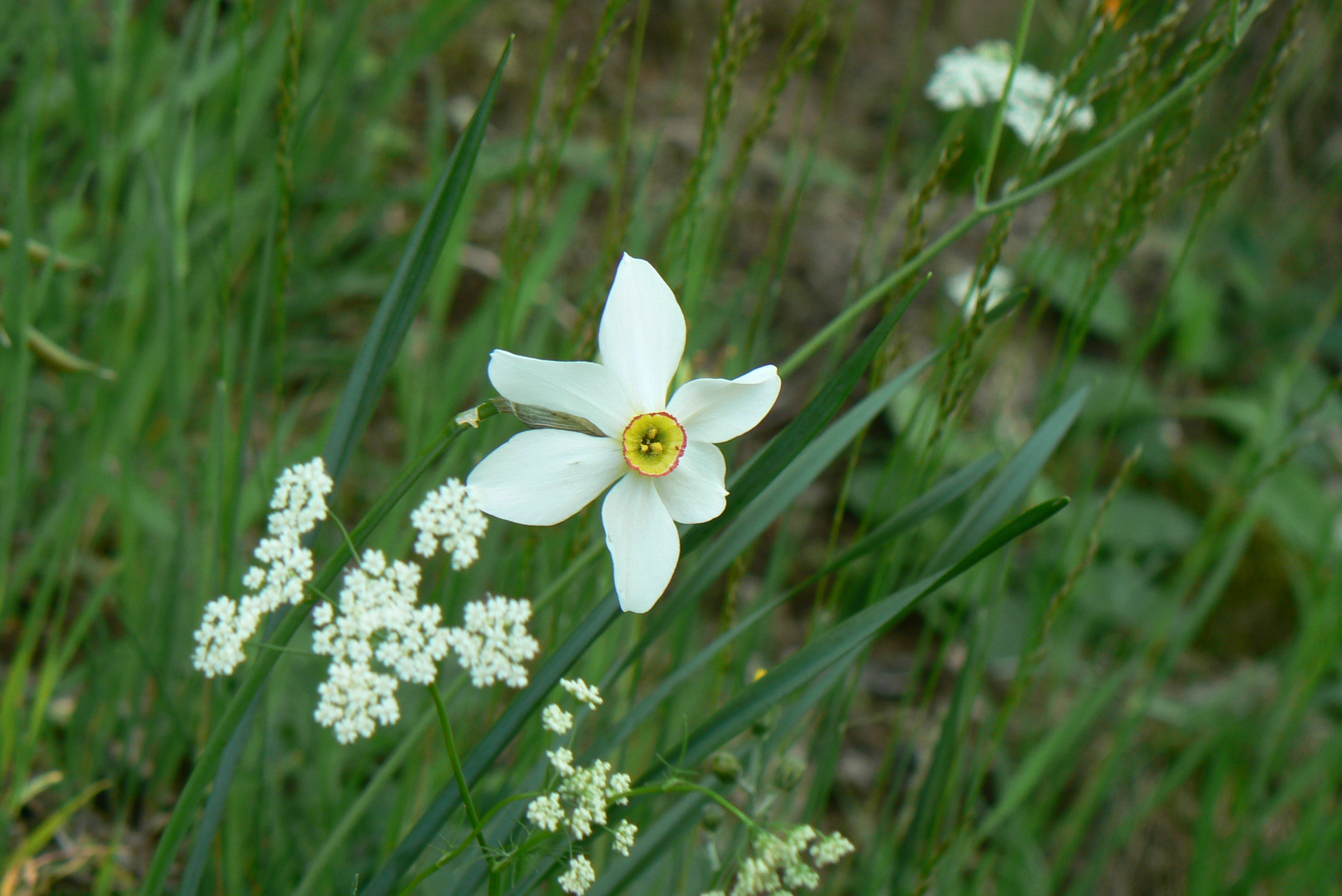
Narcisse des poètes en Ardèche.
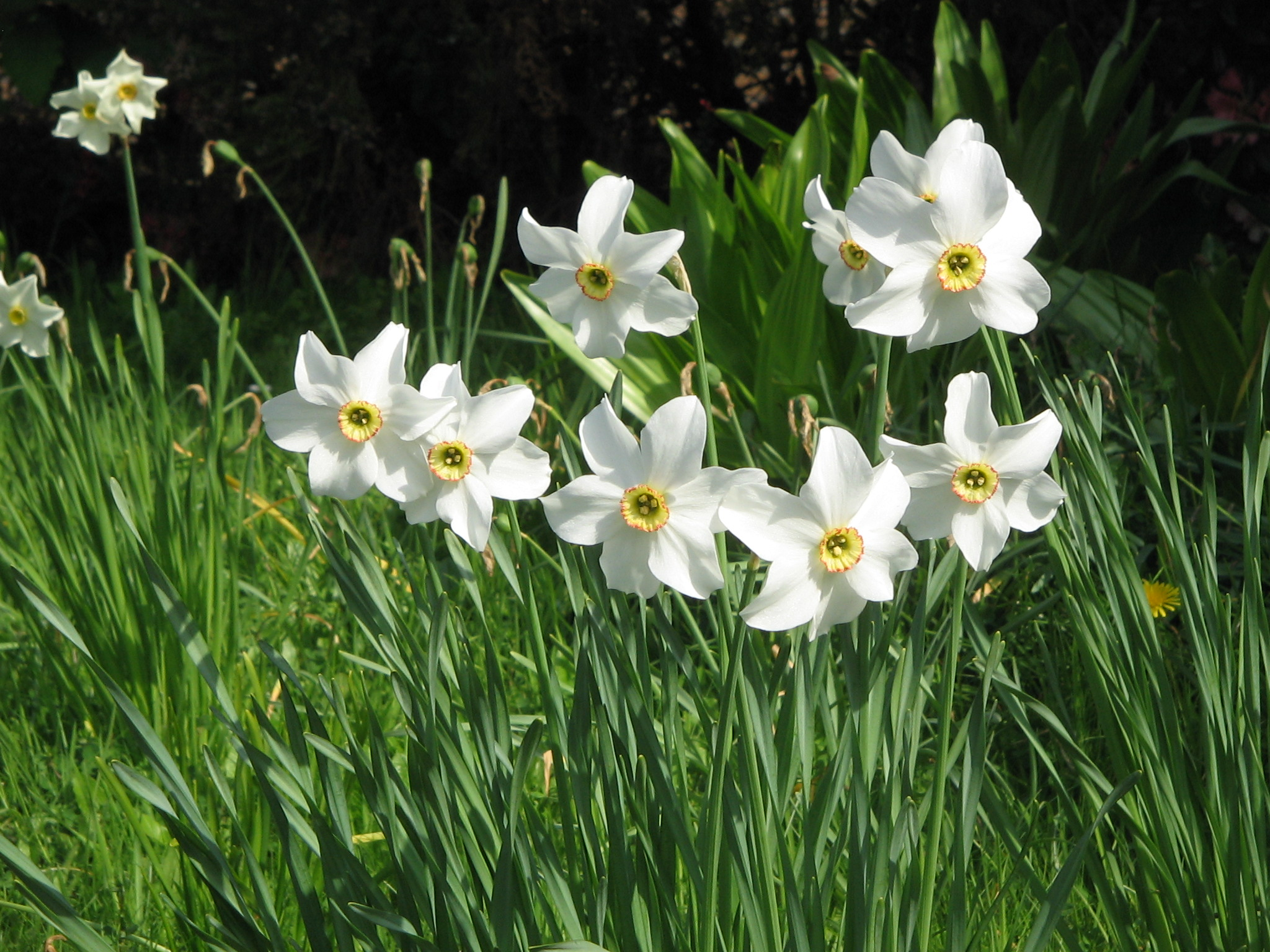
Narcisse des poètes en culture.
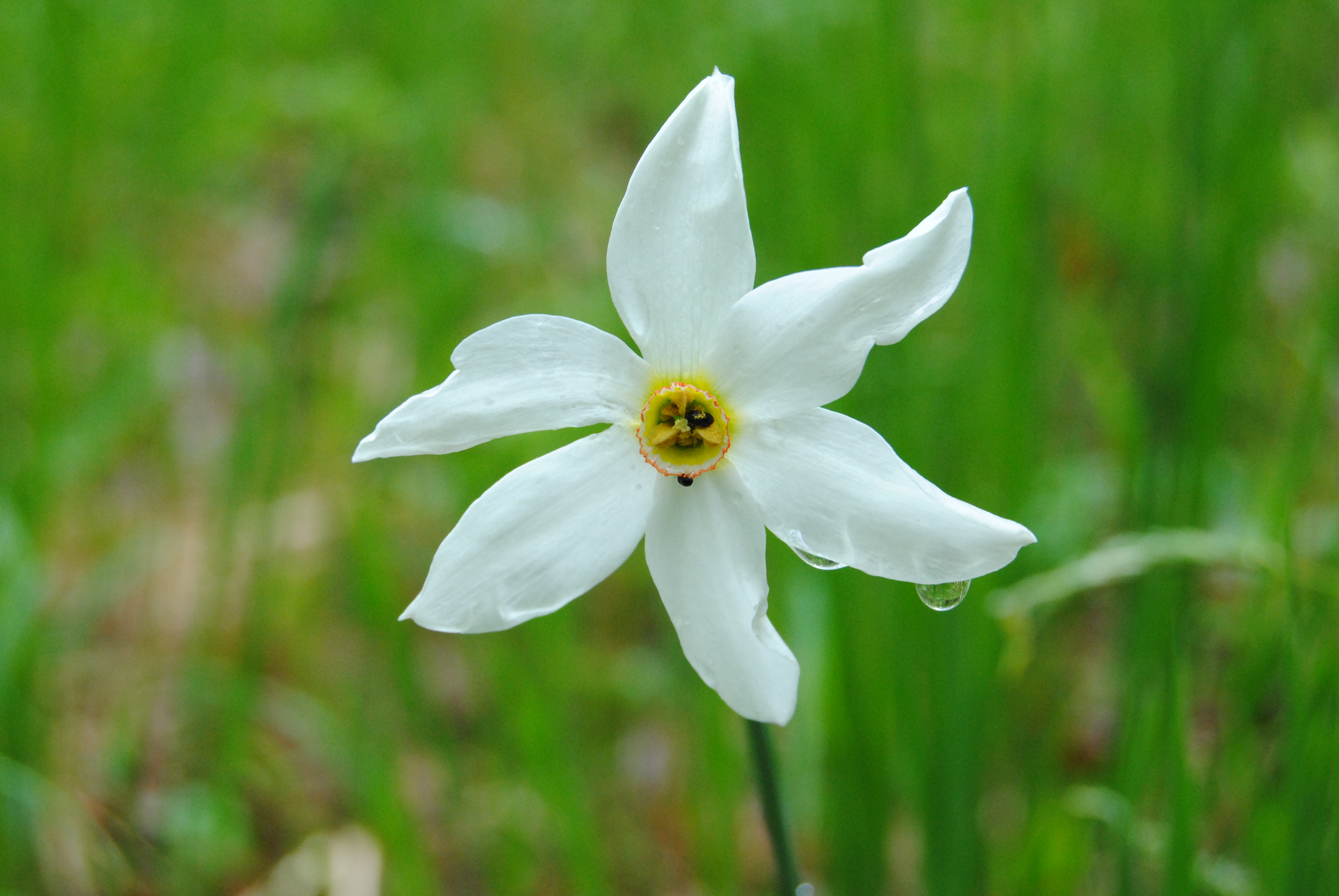
Fleur de narcisse des poètes en Roumanie.